# 오카와 미사오
오카와 미사오(일본어: 大川ミサヲ, 1898년 3월 5일 ~ 2015년 4월 1일)은 일본의 기네스북 장수인(여성)이다. 미국 노인학연구그룹(GRG)에 따르면 기무라 지로에몬이 2013년 6월 12일에 사망함으로써 오카와 미사오가 세계 최고령자가 됐다.

## 생애
일본 오사카부 오사카시 기타구에서 태어났다. 1919년에 결혼했다. 102세 때 본오도리에 참가했다가 넘어져서 다리를 다친 것을 제외하고는 큰 병을 앓은 적도 없다고 한다. 장수의 비결로는 '맛있는 음식을 먹는 것'과 '천천히 사는 것'을 들고 있다. 115세가 됐을 때 자녀가 3명(2명 생존), 손자가 4명, 증손이 6명 있었다. 2015년 4월 1일 그동안 거주해온 오사카(大阪)시 양로원에서 사망했다.

## 같이 보기
- 다나카 가네
- 다지마 나비
- 최장수인

| 이전 기무라 지로에몬 | 세계최고령자 2013년 6월 12일 ~ 2015년 4월 1일 | 이후 거트루드 위버 |
| 이전 기무라 지로에몬 | 일본최고령자 2013년 6월 12일 ~ 2015년 4월 1일 | 이후 익명의 여성   |